# Estadio de San Mamés (1913)
San Mamés fue un estadio de fútbol ubicado en la villa de Bilbao (País Vasco, España), donde jugó sus partidos como local el Athletic Club desde 1913 hasta su clausura y posterior demolición al término de la temporada 2012/13. Tomaba este nombre del vecino asilo de San Mamés, al que pertenecían los terrenos sobre los que posteriormente se levantó el estadio. San Mamés fue un mártir que fue arrojado a los leones, de ahí que a los jugadores del Athletic se les conozca con el sobrenombre de «los Leones de San Mamés».
La propiedad del estadio era del Athletic Club, aunque los terrenos donde se asienta pertenecieron a la caja Bilbao Bizkaia Kutxa (en usufructo para que lo utilizase el Athletic Club). Posteriormente el club compró todos los derechos sobre el terreno a cambio de que se utilizasen exclusivamente para fines deportivos.
Tenía capacidad para 39 750 espectadores y un terreno de juego de 105 x 68 metros. Fue el único estadio de España que acogió todas las ediciones de la primera división de España desde su creación en 1928 hasta la temporada 2012/13. Se le conocía con el sobrenombre de «La Catedral», en principio por la cercana capilla de la Casa de la Misericordia donde se le rinde culto a dicho santo ("¿A dónde vas?" se decía. "A San Mamés- ¿A la ermita? - No, a la Catedral"), pero posteriormente se fue interpretando el apodo como referencia a la tradición y a los valores del club. Fue sede de la Copa Mundial de Fútbol de 1982, donde se disputaron los partidos del Grupo D, en el cual estaban las selecciones de Inglaterra, Francia, Checoslovaquia y Kuwait.
La temporada 2012/13 fue la última edición en este estadio. Actualmente juega en el nuevo, ya construido. El último partido se celebró en junio y después se celebraron los 100 años y su despedida. El último goleador de "La Catedral" fue Alain Arroyo, entonces jugador del C. D. Mirandés.

## Historia
En 1912, la directiva dirigida por el presidente Alejandro de la Sota Eizaguirre llevaba tiempo estudiando la posibilidad de trasladar al equipo del Campo de la Jolaseta, un estadio moderno para la época pero que requería un desplazamiento hasta Guecho a un nuevo estadio que estuviera en la villa de Bilbao. El cambio no estaba solamente justificado por razones logísticas sino también por el aumento en la popularidad del equipo gracias a los recientes éxitos en el Campeonato de España. Después de descartar un primer proyecto en Indauchu, la directiva optó por un solar ubicado en la prolongación de la Gran Vía, contiguo al asilo de San Mamés y decidió alquilarle los terrenos en los que se construiría el estadio a los herederos del político Pedro Novia de Salcedo por 4.000 pesetas durante diez años.
Como dato curioso, en el asilo contiguo hay una capilla en la que se rinde culto a San Mamés representado junto a un león. Mamés de Capadocia fue un cristiano que en el año 275 fue arrojado al circo por orden del emperador romano Aureliano para que le devoraran los leones pero, según cuenta la leyenda, logró amansarlos y éstos se postraron a sus pies. En 1929, tras un triunfo del Athletic, el cronista del diario El Liberal tituló: «Volvió a rugir el león de San Mamés». Eso dio lugar a que en lo sucesivo a los jugadores del Athletic se les conociera como "los leones de San Mamés".

La leyenda de San Mamés;
Según cuenta la leyenda, Mamés («el que fue amamantado») nació en el seno de una familia modesta. Algunos historiadores datan la fecha de su nacimiento en el 259 y la de su martirio en el 275.
Hijo de Teodoto y Rufina, San Mamés nació en prisión al estar encarcelados sus padres por ser cristianos. Poco después de su nacimiento murieron el padre y la madre, siendo ambos elevados a los altares. A partir de entonces, Mamés fue criado por una viuda rica llamada Ammia, también santa, que murió cuando Mamés tenía quince años dejando al joven heredero de su hacienda.
El gobernador de Cesarea de Capadocia (Asia Menor, actual Turquía) sometió a tormentos a San Mamés, sin conseguir que abjurara de su fe. Después, lo envió al emperador Aureliano que ordenó someterle a nuevas torturas. Cuenta la leyenda que un ángel lo liberó y le mandó refugiarse en un monte cercano a Cesarea.

Al parecer, San Mamés consiguió amansar a los leones a los que había sido entregado en el circo y, ante este portento, decidieron acabar con su vida clavándole un tridente en el abdomen. Aunque sangrando, el joven Mamés consiguió llegar hasta la cueva cerca del teatro, donde murió invitado al cielo por los ángeles.

En cuanto a la construcción del campo, se estimó que hacían falta unas 50.000 pesetas que el Athletic no tenía. Tras la exposición del proyecto a personalidades amantes del club, se logró el apoyo monetario suficiente gracias a una suscripción popular y los socios aportaron un total 40.770 pesetas, lo que suponía una gran cantidad para la época. El 10 de diciembre de 1912, los socios reunidos en una Junta General Extraordinaria aprobaron unánimemente la construcción del nuevo estadio. El diseño original es obra del arquitecto Manuel María Smith. La primera piedra se colocó el día 20 de enero de 1913 en una ceremonia en la que el sacerdote Manuel Ortúzar dio su bendición.

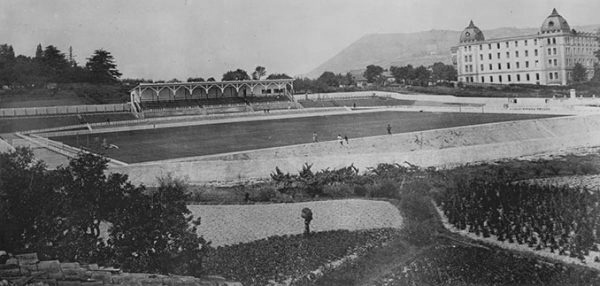
San Mamés en 1913.

El 21 de agosto de 1913 a las 17:15 tuvo lugar el partido inaugural en el que el Athletic Club se enfrentó al Racing de Irún, en un partido perteneciente al torneo triangular en el que también participó el Shepherd's Bush FC inglés. El encuentro fue arbitrado por José Ángel Berraondo (por entonces jugador de la Real Sociedad) y acabó 1-1. El delantero bilbaíno Rafael Moreno "Pichichi" fue el primer jugador en marcar un gol en el estadio en el minuto 5' tras recibir un pase de Severino Zuazo (que había sido el encargado de hacer el saque de centro que dio comienzo al partido) y realizar un disparo cruzado desde lejos, colocando la pelota dentro de la red por una de las escuadras. El Shepherd's Bush londinense fue el campeón del torneo al vencer los dos encuentros.
El campo contaba con una capacidad para más de siete mil espectadores, tres mil de ellos sentados. La tribuna era de madera de tonos claros al estilo inglés, en la cual se instalaron los servicios para el público y los jugadores. Tenían unas dimensiones de 103 x 62. Las mujeres tenían una instalación aparte con acceso desde la misma tribuna. A cada lado de esta, sobre taludes de césped salpicados de macizos de flores, se extendían terrazas desde donde se dominaba el terreno de juego. Una de estas terrazas disponía de bar. El campo era de césped (el primero del club) y contaba con una valla ligera y sencilla que separaba al público del terreno de juego. Por último, una bandera del club ondeaba en un gran mástil. El coste total fueron 89.061,92 pesetas.
El 9 de octubre de 1921, la selección española disputó su primer partido en territorio nacional en el estadio bilbaíno. Fue un encuentro amistoso frente a la entonces campeona olímpica Bélgica. La selección española venció por 2-0 con sendos goles de Paulino Alcántara.

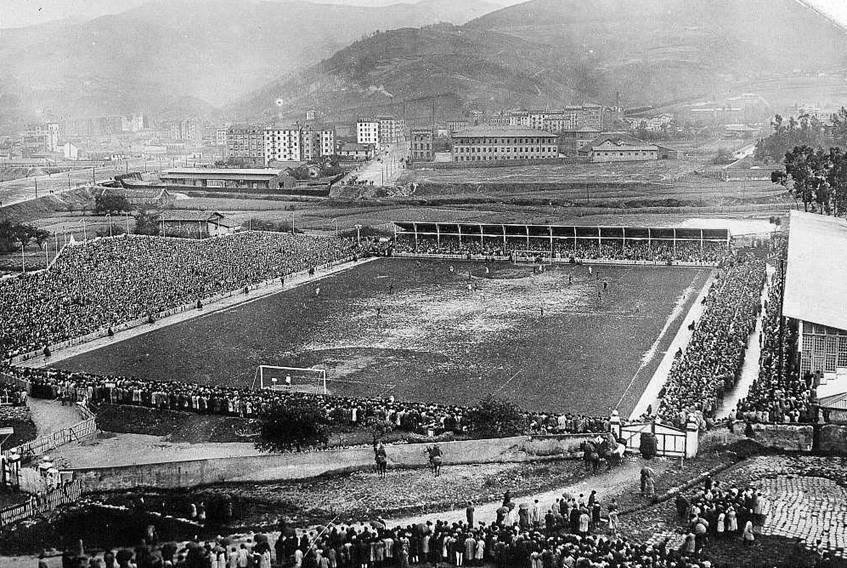
Aspecto de San Mamés tras la ampliación de 1925.

En 1924, se iniciaron las primeras obras de ampliación en las que se construye la Grada de Capuchinos, se amplía la Tribuna para albergar 800 espectadores y la Preferencia en 500 plazas. En 1925, finalizan las obras y el aforo se aumentó en 9.500 personas.
El 8 de diciembre de 1926 el club celebró una ceremonia de homenaje a "Pichichi" (fallecido en 1922) por iniciativa del presidente del Ricardo de Irezábal, en la cual se colocó en la grada de Misericordia un busto de bronce obra del escultor bilbaíno Quintín de la Torre. Después de la ceremonia, se celebró un partido homenaje entre el Athletic y su máximo rival entonces en la competición regional, el Arenas Club de Guecho, en el que el club bilbaíno venció por 7-2. Este es el origen de la tradición en la que el capitán de cada equipo que visita por primera vez San Mamés rinda homenaje depositando unas flores en el busto de "Pichichi" acompañado por el capitán del Athletic Club, que ejerce de guía y anfitrión. El busto cambió de emplazamiento en tres ocasiones: en 1953, en la zona baja de los míticos palcos del córner entre la Tribuna Principal la y Tribuna Norte; en 1982, junto al palco presidencial; y por último en 2013, tras la construcción del nuevo San Mamés.

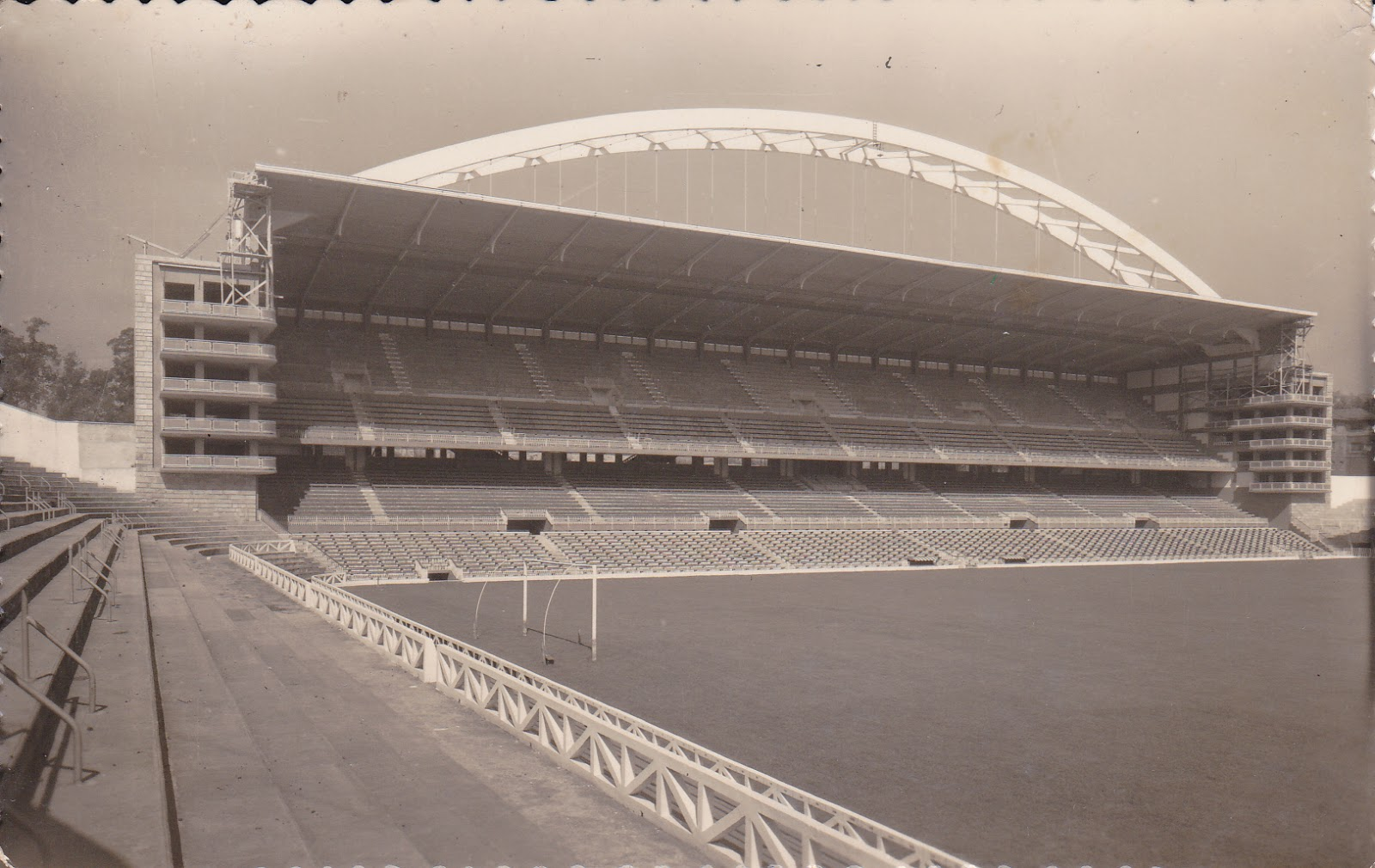
Tribuna principal de San Mamés recién construida (1953).

El 31 de diciembre de 1946, el presidente José María Larrea firmó la escritura de compra de los terrenos en el que se asentaba el campo por 1.229.261,30 pesetas en un plazo de veinte años con un 4% de interés anual que iría a la Caja de Ahorros Vizcaína. Tras la compra, se planificó una transformación estructural. En 1951 se publicó un concurso que ganaron los arquitectos Domínguez Salazar, Magdalena Gayán, De Miguel González y el ingeniero Fernández Casado. En 1952, comenzaron las obras que consistieron en la construcción de la tribuna Principal con la cubierta de hormigón sustentada por el arco que fue desde entonces seña de identidad del estadio bilbaíno. La reforma finalizó en 1953 y tuvo un coste de 10 millones de pesetas. A esta ampliación siguieron otras: en 1956 se construyó la Tribuna Sur (también llamada Tribuna de Capuchinos), en 1962 la Tribuna Norte (también conocida como Tribuna de Misericordia o Tribuna Garay porque se financió con el dinero del traspaso de este jugador al F. C. Barcelona) además del estreno de la iluminación artificial, y en 1973 la tribuna Este, junto con una mejora de la iluminación del campo y la instalación de la megafonía. Tras estas reformas, la capacidad aumentó hasta los 40.000 espectadores.
Más adelante, para poder ser sede en la Copa Mundial de 1982, San Mamés hubo de hacer frente a numerosas reformas para mejorar los accesos y la visibilidad y el aforo se amplió hasta los 46.000 espectadores (10.000 de ellos de pie). La renovación consistió principalmente en el derribo de las tribunas Norte y Sur y las torres de palcos sobre cuyas esquinas se apoyaba el arco de la tribuna Principal ya que impedían la perfecta visibilidad de todos los puntos de la tribuna. Gracias a la colocación de unas ménsulas postensadas no hizo falta desmontar el arco. También se modificaron las dimensiones del campo, pasando a 105 x 68. En el exterior, se revistió con chapa metálica de color blanco todas las fachadas, excepto la tribuna principal. El coste total fue de 700 millones de pesetas. Esta fue la primera reforma que afectó a todo el campo de manera conjunta proporcionándole una sensación de unidad constructiva. El proyecto fue diseñado por los arquitectos Luis Pueyo, Javier Salazar e Imanol Abando.
Finalmente, en el verano de 1997, debido a la normativa de la UEFA se eliminaron las vallas que separaban al público del terreno de juego y se suprimieron las 10 000 localidades de pie para colocar asientos. El aforo quedó de este modo reducido a las 39 750 plazas definitivas.
El 26 de mayo de 2013 a las 20:00 horas tuvo lugar el último partido oficial de primera división en el Estadio y enfrentó al Athletic con el Levante U. D. correspondiente a la 37.ª jornada de Liga en un partido dirigido por José Antonio Teixeira Vitienes del Comité cántabro. El equipo bilbaíno fue derrotado por 0-1. El centrocampista granota Juanlu Gómez fue el autor del último gol en un partido de Liga en San Mamés tras rematar con la pierna izquierda de volea dentro el área pequeña un centro por la banda derecha de Valdo en el minuto 90+1 en una jugada de contragolpe. Al final del encuentro, la afición dedicó un aplauso de 100 segundos al estadio, un segundo por cada año de existencia de San Mamés. El último partido oficial fue el que enfrentó al Bilbao Athletic con el U. D. Levante "B".
El 5 de junio de 2013 a las 20:45 horas se disputó el último partido en San Mamés, un encuentro de carácter amistoso dirigido por el colegiado Carlos Delgado Ferreiro del Comité vasco que enfrentó al Athletic con una selección de jugadores nacidos en Vizcaya. Antes del partido, se rindió un homenaje a 129 exjugadores y 9 exentrenadores del club bilbaíno que desfilaron por el césped. El resultado fue de 0-1 a favor de selección de Vizcaya. El delantero vizcaíno del Club Deportivo Mirandés Alain Arroyo lograría en el minuto 66' el último gol en la historia de la "Catedral" tras recibir un pase desde la banda derecha de Unai Medina y rematar de primeras cerca del punto de penalti con su pierna derecha un disparo que fue ajustado al palo izquierdo de la portería de Raúl Fernández. Sin embargo, la gran atracción del encuentro fue ver de nuevo sobre el césped a una representación de capitanes de la historia del Athletic, como Pablo Orbaiz, Julen Guerrero, Genar Andrinua, Dani o José Ángel Iribar. La afición no defraudó y llenó el estadio. Terminado el partido se haría una gran celebración con motivo de los 100 años del estadio (1913-2013) y la despedida del mismo.

### El arco
En febrero de 1952 se iniciaron las obras de remodelación de la tribuna oeste (la principal) gracias a un proyecto elaborado por los arquitectos Carlos de Miguel, José Antonio Domínguez y Ricardo Magdalena y por el ingeniero de caminos Carlos Fernández Casado. Esta reforma incluía una revolucionaria estructura metálica que permitía la ausencia de columnas y por consiguiente una importante mejora de la visibilidad para los espectadores. Las obras de la popular estructura quedaron terminadas el 13 de marzo de 1953. En el año 1982 sufrió una pequeña modificación en el que solamente se movió cinco milímetros de su situación original.
El 6 de agosto de 2013, el arco fue desmontado y trasladado trozo a trozo para su restauración a la empresa Lointek, en la localidad vizcaína de Urdúliz. El 13 de mayo de 2014, llegaron las primeras piezas del arco a las instalaciones de Lezama. El 18 de marzo de 2015 el club comenzó la instalación del arco en un lateral del terreno de juego del campo 2, enfrente de la tribuna Piru Gainza y junto al aparcamiento. El 14 de octubre de 2016 se dieron por finalizadas las obras.

## Arquitectura y remodelaciones
- 1925: Construcción de la grada de Capuchinos, ampliaciones de la tribuna y la preferencia, y mayor capacidad para la general.
- 1953: Construcción de la tribuna principal y el arco (10 millones de pesetas). Sus arquitectos fueron Carlos de Miguel, José Antonio Domínguez y Ricardo Magdalena. El ingeniero fue Carlos Fernández Casado. El aforo pasa a 48 000 espectadores.
- 1957: Construcción de la tribuna de Capuchinos (Tribuna Sur).
- 1961: Construcción de la tribuna de la Misericordia (Tribuna Garay o Tribuna Norte).
- 1972: Construcción de la tribuna Este. Mejora de la iluminación del campo e instalación de la megafonía.
- 1982: Remodelación con motivo del Mundial de España (700 millones de pesetas). Cinco mil nuevos socios se añaden a los casi 25 000 asistentes entonces. El aforo es de 46 000 espectadores.
- 1997: Supresión de las localidades de pie, como requisito de la UEFA. El aforo se ve reducido a 39 750 localidades.[26][27]

## Acontecimientos futbolísticos importantes

### Mundiales de fútbol
- Bilbao fue sede de la Copa Mundial de fútbol de 1982; Como consecuencia, San Mamés acogió tres encuentros pertenecientes a la fase de grupos (Grupo D); Inglaterra, Francia, Checoslovaquia y Kuwait.

| 16 de junio de 1982 | Inglaterra                | 3:1 (1:1) | Francia   | San Mamés, Bilbao                                                         |                                                                           |
|                     | Robson 1' 67' Mariner 83' |           | Soler 24' | Asistencia: 44 172 espectadores Árbitro(s): José Antonio Garrido (España) | Asistencia: 44 172 espectadores Árbitro(s): José Antonio Garrido (España) |

| 20 de junio de 1982 | Inglaterra                  | 2:0 (0:0) | Checoslovaquia | San Mamés, Bilbao                                                         |                                                                           |
|                     | Francis 62' Barmos 66' (ag) |           |                | Asistencia: 41 123 espectadores Árbitro(s): Charles Corver (Países Bajos) | Asistencia: 41 123 espectadores Árbitro(s): Charles Corver (Países Bajos) |

| 25 de junio de 1982 | Inglaterra  | 1:0 (1:0) | Kuwait | San Mamés, Bilbao                                                           |                                                                             |
|                     | Francis 27' |           |        | Asistencia: 39 700 espectadores Árbitro(s): Gilberto Aristizabal (Colombia) | Asistencia: 39 700 espectadores Árbitro(s): Gilberto Aristizabal (Colombia) |

### Finales europeas
- Copa de la UEFA 1976-77; (Athletic Club 2 - Juventus de Turín 1). En 1977 se celebró en San Mamés el partido de vuelta de la final de la Copa de la UEFA de ese mismo año, que enfrentó al equipo local, el Athletic, frente a la Juventus de Turín. El partido fue ganado por los locales, sin embargo, el valor doble de los goles fuera de casa dio la victoria a los italianos, que previamente habían vencido 1-0 en su estadio.

### Finales españolas
- Copa del Rey de 1921; Bilbao fue la sede de la fase final del Campeonato de España de 1921 (Copa del Rey), que se celebró en San Mamés. En aquella época las fases finales de la Copa del Rey eran organizados en una sola ciudad, en este caso se disputaron las semifinales y la final del torneo, que fue ganada por el Athletic al imponerse por 4-1 al Atlético de Madrid.

### Partidos de la selección española
- 9 de octubre de 1921; España 2 - Bélgica 0 (Amistoso)
- 19 de abril de 1931; España 0 - Italia 0 (Amistoso)
- 16 de marzo de 1941; España 5 - Portugal 1 (Amistoso)
- 8 de noviembre de 1953; España 2 - Suecia 2 (Amistoso)
- 9 de enero de 1963; España 1 - Irlanda del Norte 1 (Clasificación Eurocopa 1964)
- 31 de mayo de 1967; España 2 - Turquía 0 (Clasificación Eurocopa 1968)

### Partidos de la selección de Euskadi
- 21 de marzo de 1990; Euskadi 2 - Rumanía 2

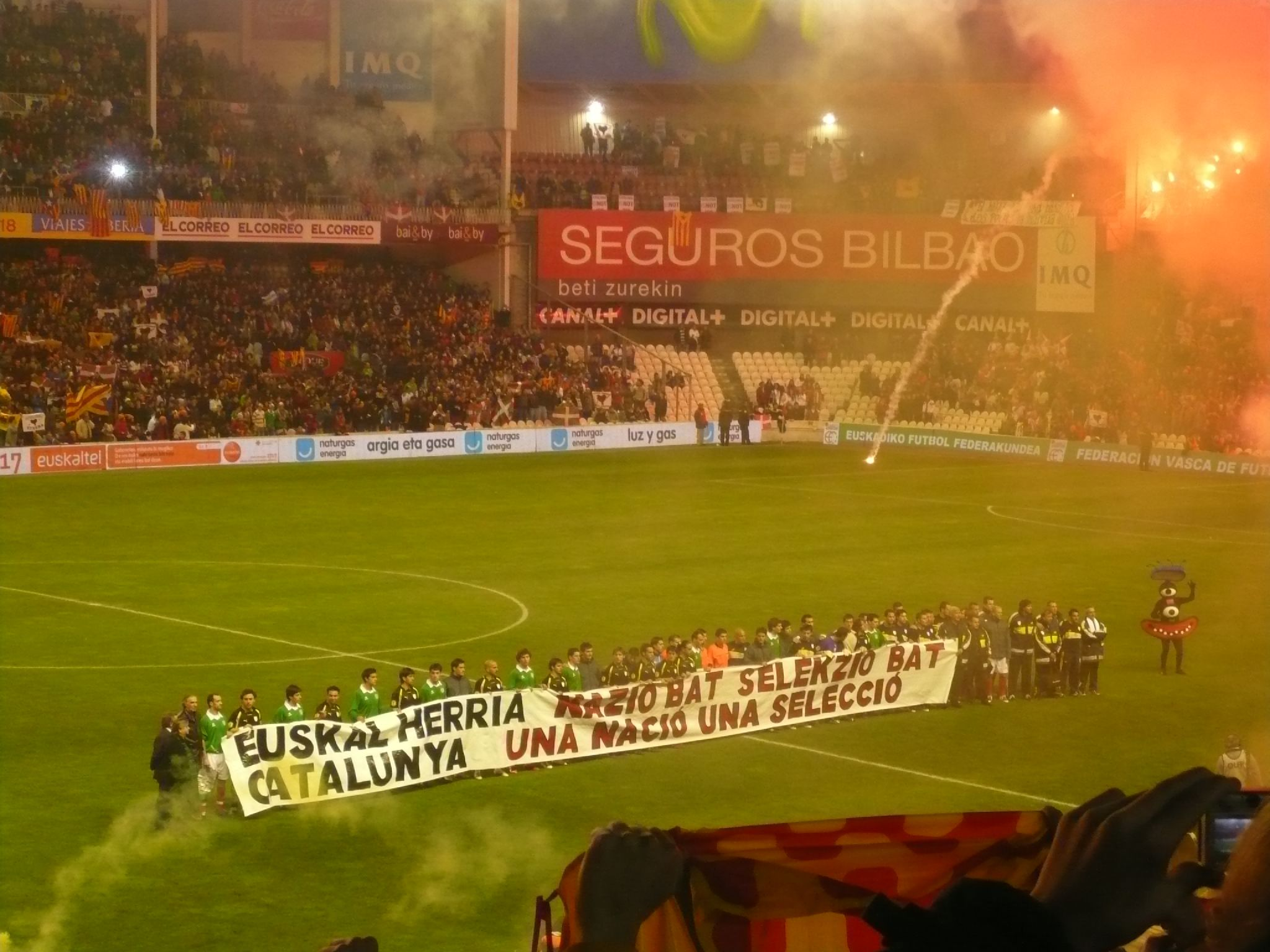
Partido Euskal Herria-Catalunya en 2007

- 23 de diciembre de 1994; Euskadi 1 - Rusia 0
- 22 de diciembre de 1995; Euskadi 1 - Paraguay 1
- 26 de diciembre de 1996; Euskadi 3 - Estonia 0
- 26 de diciembre de 1997; Euskadi 3 - Yugoslavia 1
- 29 de diciembre de 1999; Euskadi 5 - Nigeria 1
- 29 de diciembre de 2000; Euskadi 3 - Marruecos 2
- 29 de diciembre de 2001; Euskadi 3 - Ghana 2
- 28 de diciembre de 2002; Euskadi 1 - Macedonia 1
- 17 de diciembre de 2003; Euskadi 2 Uruguay 1
- 29 de diciembre de 2005; Euskadi 0 - Camerún 1
- 21 de mayo de 2006; Euskadi 0 - Gales 1
- 27 de diciembre de 2006; Euskadi 4 - Serbia 0
- 29 de diciembre de 2007; Euskal Herria 1 - Cataluña 1
- 29 de diciembre de 2010; Euskal Selekzioa 3 - Venezuela 1.[28]
- 28 de diciembre de 2011; Euskal Selekzioa 0 - Túnez 2

### Partidos contra selecciones nacionales
- 20 de abril de 1924; Athletic Club 1 - Uruguay 2
- 21 de abril de 1924; Athletic Club 0 - Uruguay 2
- 30 de noviembre de 1949; Athletic Club 6 - México 3
- 23 de marzo de 1982; Athletic Club 1 - Inglaterra 1 (partido de homenaje al exjugador rojiblanco Txetxu Rojo, recientemente retirado tras permanecer 17 temporadas en el club).
- 4 de mayo de 1982; Athletic Club 1 - Polonia 4
- 31 de mayo de 1998; Athletic Club 1 - Brasil 1 (partido de celebración del centenario)
- 3 de marzo de 2010; Athletic Club 1 - Paraguay 3 (el motivo del partido fue recaudar dinero para los clubes vizcaínos).[29]

## Eventos musicales
En sus últimos años San Mamés acogió conciertos de gran calibre, en él tocaron artistas y grupos importantes como Bruce Springsteen, The Rolling Stones, Luciano Pavarotti, Shakira o AC/DC.

## Vuelta a España
San Mamés fue lugar del final de etapa de la 16.ª etapa de la Vuelta a España 1960 en la que a pesar de cobrar entrada hubo un éxito rotundo de público según rezan las crónicas del evento. Un día después se repitió dicho final, con el mismo éxito de público, con una contrarreloj que además daba final a dicha ronda española.

## Comunicaciones
El estadio estaba bien comunicado con el transporte público mediante la estación Intercambiador de San Mamés, donde confluyen las líneas 1 y 2 del Metro de Bilbao; las líneas C-1 y C-2 de Renfe Cercanías Bilbao; la línea A de Euskotren y la estación de Bilbao Intermodal.

## Galería

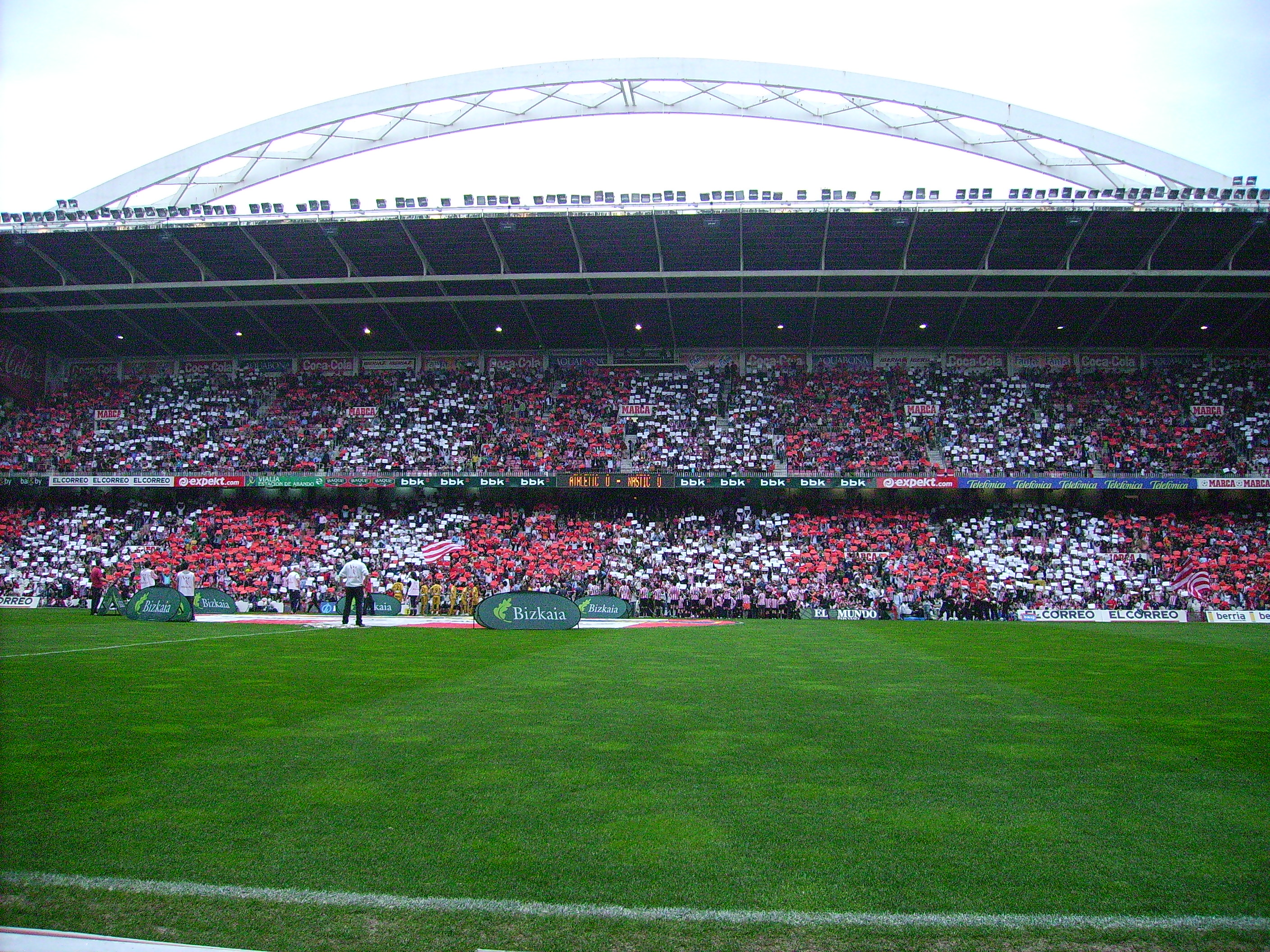
Tribuna principal.
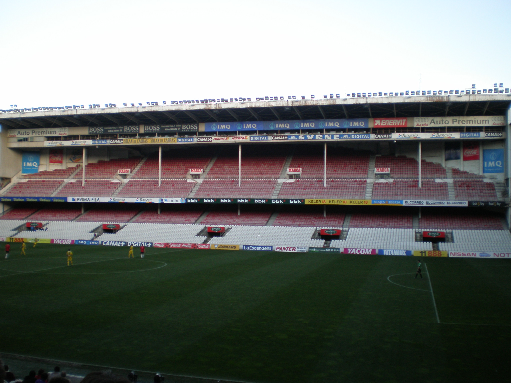
Tribuna este.
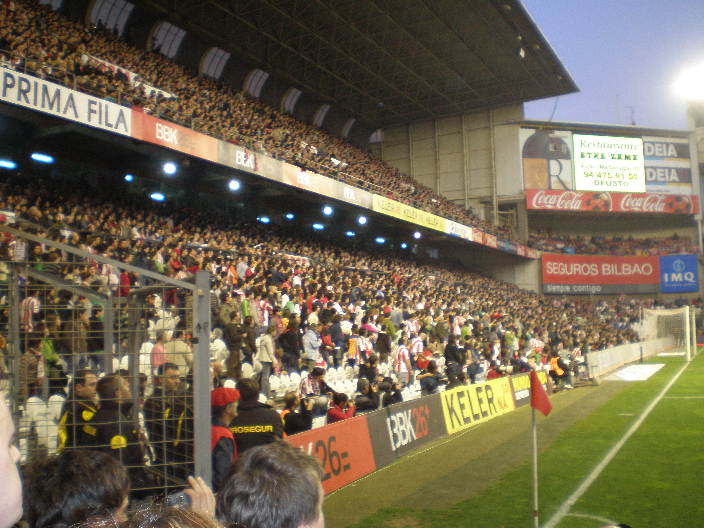
Tribuna norte.
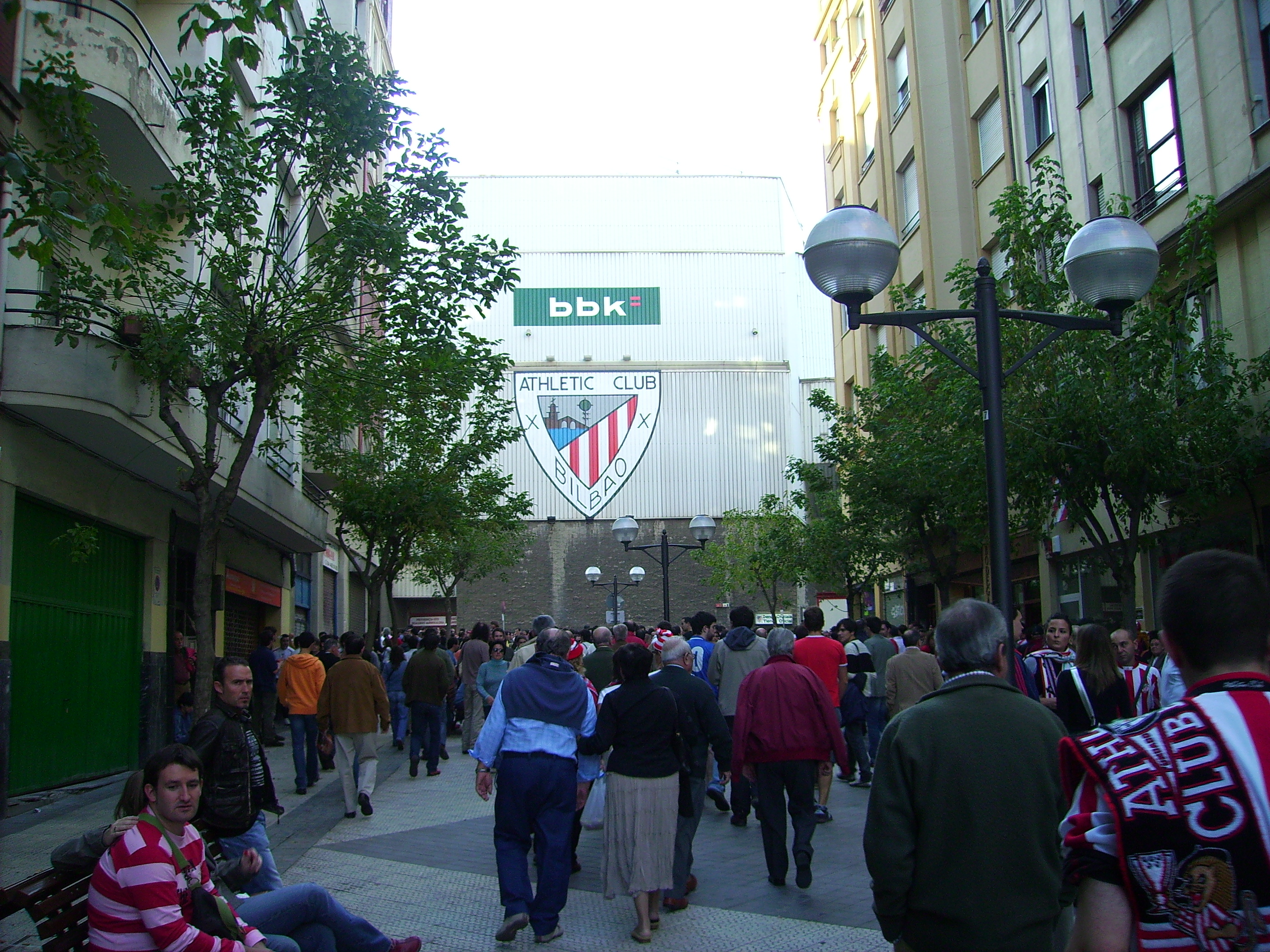
Exterior de San Mamés.